# Présence pneumatique

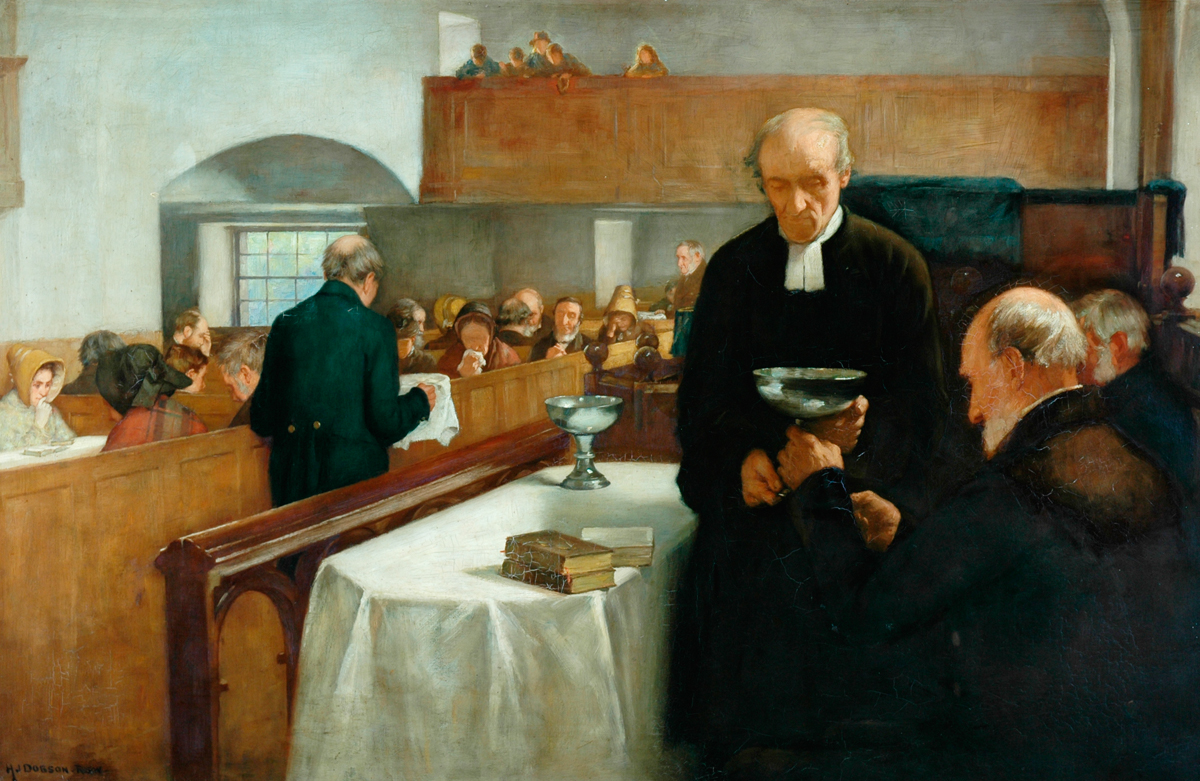
"Un sacrement écossais", tableau d'Henry John Dobson représentant une Sainte-Cène dans un temple réformé.

La présence pneumatique, parfois appelée présence spirituelle ou présence réelle mystique, désigne la doctrine calviniste de la présence réelle dans la communion, plus souvent dénommée Sainte-Cène dans les églises réformées de préférence au terme eucharistie, préféré par les catholiques. Les confessions de foi réformées, qui sont les déclarations officielles des croyances des églises réformées, affirment que le corps du Christ et le sang sont réellement présents dans ce sacrement, mais que cette présence est réalisée d'une manière spirituelle et non matérielle. 
Les premiers théologiens réformés, Jean Calvin et Ulrich Zwingli, ont certes rejeté la croyance médiévale de la transsubstantiation, à savoir que le pain et le vin seraient matériellement changés en corps et en sang du Christ lors de la communion, mais ils ont aussi affirmé avec force que le Christ, y compris son corps et son sang, est présent et communiqué aux chrétiens qui participent à la Sainte-Cène dans la foi. En revanche, à la période moderne, certains théologiens réformés comme Karl Barth, et la plupart des évangéliques, ont adopté le point de vue symbolique qui avait été développé à l'origine par un disciple de Zwingli, Heinrich Bullinger, à savoir que le sacrement rappelle et communique les promesses de Dieu sans avoir d'efficacité propre. Cependant, d'autres théologiens réformés continuent à enseigner le point de vue traditionnel.
L'ensemble de ces visions de la communion relève de la conception réformée des sacrements (du latin sacramentum, signe), dont le rôle est de nourrir spirituellement les chrétiens et de renforcer leur union avec le Christ. 
De manière similaire aux autres dénominations chrétiennes, le point-clé du rituel associé à ce sacrement consiste à manger du pain et à boire du vin au sein d'une communauté ou d'une paroisse.

## Historique

### Église ancienne et médiévale
Depuis le début du christianisme jusqu'au Xe siècle, les théologiens chrétiens ont vu l'eucharistie comme la participation de l'église dans le sacrifice du Christ. Ils étaient d'accord sur la présence du Christ dans l'eucharistie, mais il y avait déjà de nombreuses différences de compréhension quant aux modalités de cette présence. La doctrine de la transsubstantiation, qui affirme le changement matériel des éléments de la cène en corps et sang du Christ lors de la célébration eucharistique et qui veut que cette transformation soit perceptible seulement par l'intellect et pas par les sens, est connue depuis le haut Moyen Âge mais ne s'est imposée que graduellement dans l'église catholique. C'était en particulier le point de vue de l'École d'Antioche dans l'Empire Romain d'Orient, avec Hilaire de Poitiers et Ambroise dans l'Empire Romain d'occident ; leur doctrine était dite "réaliste", "métabolique" ou "somatique". En revanche, l'influent théologien du IVe siècle Augustin d'Hippone enseignait pour sa part que le Christ est réellement présent dans les éléments de la cène, mais pas de manière physique, parce que son corps est et reste au ciel. Pour Augustin, la cène est un repas spirituel qui permet aux chrétiens de faire partie du corps du Christ. Les théologiens occidentaux des trois siècles suivants n'ont pas précisé la façon dont le Christ est présent dans l'eucharistie, mais ils ont insisté sur le pouvoir de transformation de la sainte-cène. 
Au IXe siècle, Hrabanus Maurus et Ratramnus de Corbie défendent le point de vue augustinien. Le théologien Paschase Radbert contredit leur thèse et affirme la présence réelle du corps et du sang du Christ lors de la communion, dans ce qui est le premier traité de théologie eucharistique, le De Corpore et Sanguine Domini, rédigé en 831. 
Cependant, au XIe siècle, se basant sur les écrits de Ratramnus, qu’il confond avec Jean Scot Érigène, le grammairien et dialecticien Bérenger de Tours met en cause la présence réelle, le réalisme eucharistique et la transsubstantiation, tels que le comprennent ses contemporains à la suite de Paschase Radbert. Son enseignement, qui connaît un temps beaucoup de succès, entraîne une controverse eucharistique avec Adelman de Liège, Abbon de Fleury et Lanfranc. Il est finalement jugé hérétique par le pape Léon IX, et par pas moins de quatorze conciles à partir de 1050.
Au cours du Moyen Âge, le point de vue métabolique est devenu de plus en plus dominant, au point d'être finalement considéré comme la seule opinion orthodoxe.

### La Réforme protestante

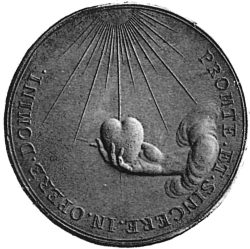
Cette médaille du XVIIe siècle, commémorative de Jean Calvin, représente une main tenant un cœur dans le ciel. Calvin enseigne que les Chrétiens sont enlevés au ciel par l'Esprit Saint lors de la Sainte-Cène.

Martin Luther, instigateur de la Réforme Protestante et chef de file de ce qui allait être appelé le luthéranisme, a rejeté la doctrine de la transsubstantiation, mais a continué à tenir que le Christ est corporellement présent "sous le pain et le vin". Luther a milité pour que les paroles du Christ lors de l'institution du sacrement, "ceci est mon corps, ceci est mon sang", soient prises à la lettre. Il croyait que toute personne ayant mangé et bu au cours de l'eucharistie avait physiquement mangé le corps du Christ et bu son sang, indépendamment de sa foi.
Ulrich Zwingli, le premier théologien dans la tradition réformée, a également rejeté la transsubstantiation, mais il est en désaccord avec Luther en jugeant que le corps du Christ n'est pas physiquement présent dans l'eucharistie. Il a soutenu, à la suite d'Augustin, que l'ensemble de la personne du Christ (corps et esprit) est présenté aux croyants dans l'eucharistie, mais que cela ne se produit pas matériellement par la manducation du corps du Christ. Ce point de vue a été qualifié de "présence réelle mystique", ce qui signifie que ceux qui y participent ont une expérience directe de la présence de Dieu, ou "présence réelle spirituelle", car la présence du Christ est par son esprit. Zwingli ne croit pas non plus que le sacrement confère effectivement la grâce, mais que les signes du pain et du vin sont un témoignage de la grâce qui réveillent la mémoire de la mort du Christ. 
Jean Calvin a estimé que le repas du Seigneur nourrit les chrétiens avec la nourriture spirituelle de l'union avec le Christ. Il a estimé que, lors de la sainte-cène, les Chrétiens se nourrissent de la chair du Christ, ce qu'il voyait comme un miracle inexplicable. Calvin a enseigné que l'eucharistie confirme les promesses communiquées aux chrétiens dans la prédication de l'évangile. Il y a également vu le but de provoquer la louange de Dieu et l'amour pour les autres personnes. Il estime nécessaire pour les chrétiens de participer à l'humanité du Christ dans la Sainte-Cène, et que le pain et le vin contiennent réellement l'esprit du Christ, plutôt que de simplement les symboliser ou les représenter. Calvin a parlé du mécanisme en jeu dans la sainte-cène comme d'une réalité spirituelle, ce qui signifie qu'il provient de l'Esprit Saint. L'enseignement de Calvin sur la sainte-cène a été suivi par beaucoup d'autres théologiens réformées, y compris Martin Bucer et Pierre Martyr Vermigli. Calvin, comme Zwingli et contre Luther, ne croit pas  que le corps du Christ soit matériellement présent dans les espèces de l'eucharistie. Selon lui, le Christ demeure dans les cieux et lorsque nous communions avec lui dans la sainte-cène nous sommes élevés jusqu'à lui plutôt que ce soit lui qui descende vers nous.

Heinrich Bullinger, le successeur de Zwingli, est allé plus loin que Zwingli, par son enseignement de l'union entre le sacrement de la sainte-cène et la grâce symbolisée par lui.
L'opinion de Bullinger diffère de celle de Calvin, en ce qu'il ne voit pas les sacrements jouer un rôle important comme des instruments efficaces pour transmettre la grâce. La théorie de Bullinger a été appelée "parallélisme symbolique", parce que l'alimentation interne par le Christ se produit en même temps que l’absorption externe du pain et du vin, mais sans aucun lien de cause à effet.

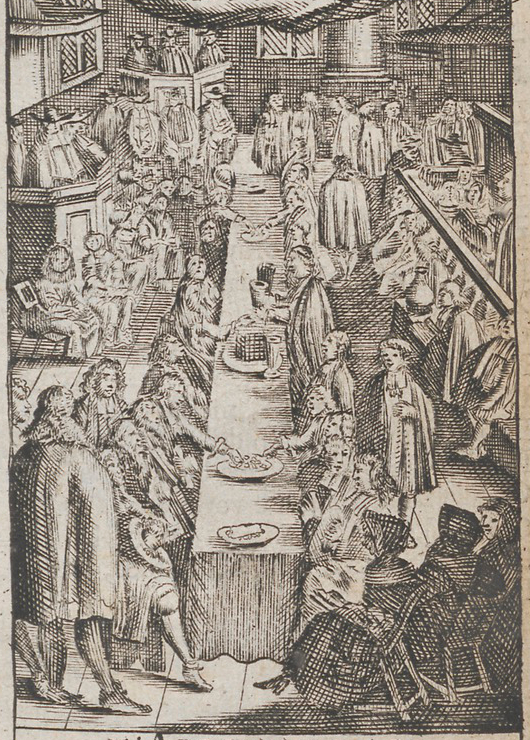
Image du frontispice d'un livre représentant une Sainte-Cène dans une église réformée hollandaise du XVIIe siècle.

Les confessions de foi réformées, qui définissent officiellement la foi des églises réformées, affirment que le Christ est réellement présent dans la sainte-cène de manière spirituelle ou pneumatique, en adoptant soit la position de Calvin que les signes du pain et du vin sont les instruments efficaces de la grâce, soit celle de Bullinger, dite du "parallélisme symbolique".

## Théologie de la présence du Christ
Les confessions de foi réformées affirment que le corps et le sang du Christ sont réellement présents dans la sainte-cène. La tradition réformée n'est pas en désaccord avec la position du catholicisme ou le luthéranisme quant à ce qui est reçu dans la Cène puisque, selon les propres termes de la Confessio Belgica, les participants de la sainte-cène reçoivent "le vrai corps et le vrai sang de Christ, notre seul Sauveur",.
Toutefois, les réformés ne partagent pas l'explication donnée par les luthériens ou les catholiques de ce qui se passe pendant la sainte-cène. 
Contre les catholiques, les réformés enseignent que le pain et le vin de la sainte-cène ne deviennent pas matériellement le sang et le corps du Christ, comme dans la vision catholique de la transsubstantiation. À la différence des luthériens, les réformés n'enseignent pas que les participants de la sainte-cène mangent physiquement le corps du Christ et boivent son sang par leur bouche (latin : manducatio oralis) selon la doctrine de la consubstantiation. Bien que les réformés enseignent que, dans la sainte-cène, le Christ est reçu en ses deux natures divine et humaine, la transmission du corps et du sang du Christ lors de l'acte de manger et de boire est dite spirituelle (latin : manducatio spiritualis).